# جيفرين سواريز
جيفرين اسحاق سواريز برموديز (بالإسبانية: Jeffrén Isaac Suárez Bermúdez)‏ (مواليد 20 يناير 1988 في مدينة بوليفار في فنزويلا، لاعب كرة قدم إسباني وأصله فنزويلي. كان يلعب لصالح نادي الدرجة الأولى برشلونة الإسباني منذ 2004 حتى 2011 في مركز الجناح قبل أن ينتقل في 2011. وهو لاعب يمتاز بمهارات فردية. ويستطيع أن يلعب في مركز الظهير.وقد سجل جيفرين الهدف الخامس في شباك ريال مدريد عندما تفوق برشلونة على الريال بنتيجة تاريخية (5-0).

## روابط خارجية
- جيفرين سواريز على موقع الاتحاد الدولي (مؤرشف)  (الإنجليزية)
- جيفرين سواريز على موقع الاتحاد الأوربي (الإنجليزية)
- جيفرين سواريز على موقع قاعدة بيانات كرة القدم.إي يو (الإنجليزية)
- جيفرين سواريز على موقع ليكيب (الفرنسية)
- جيفرين سواريز على موقع ناشيونال فوتبول تيمز (الإنجليزية)
- جيفرين سواريز على موقع Soccerbase.com (لاعب) (الإنجليزية)
- جيفرين سواريز على موقع Soccerway.com (الإنجليزية)
- جيفرين سواريز على موقع عالم كرة القدم.نت (الإنجليزية)
- جيفرين سواريز على موقع كووورة
- جيفرين سواريز على موقع AS.com (الإسبانية)